# Santa María Nativitas, Hidalgo
Santa María Nativitas är en ort i Mexiko.   Den ligger i kommunen Cuautepec de Hinojosa och delstaten Hidalgo, i den sydöstra delen av landet, 110 km nordost om huvudstaden Mexico City. Santa María Nativitas ligger 2 258 meter över havet och antalet invånare är 2 878.
Terrängen runt Santa María Nativitas är huvudsakligen kuperad. Santa María Nativitas ligger nere i en dal. Runt Santa María Nativitas är det ganska tätbefolkat, med 108 invånare per kvadratkilometer. Närmaste större samhälle är Tulancingo, 8,5 km nordväst om Santa María Nativitas. Trakten runt Santa María Nativitas består till största delen av jordbruksmark.